# 欧米のスペクタクル・アクション作家一覧
欧米のスペクタクル･アクション作家一覧（おうべいのスペクタクル・アクションさっかいちらん）は冒険小説、アクション小説の分野において執筆した（していた）もしくは経験のある欧米の作家の一覧である。

## 一覧
(順不同)
ジャック・ヒギンズ
代表作「鷲は舞い降りた」。航空冒険小説など著書多数。
クライブ・カッスラー
ダーク・ピットシリーズで知られるベストセラー作家。
イアン・フレミング
代表作「007 ロシアより愛をこめて」「007 ゴールドフィンガー」。十数年をかけて執筆されたジェームズ・ボンドシリーズは40年以上映画製作が行われている人気シリーズ。荒唐無稽な活劇ものを執筆。
アリステア・マクリーン
代表作「女王陛下のユリシーズ号」。
フレデリック・フォーサイス
代表作「ジャッカルの日」「オデッサ・ファイル」。上・下巻にわたる大作を多数発表。
ネルソン・デミル
代表作「王者のゲーム」「将軍の娘」。〝ページ・ターナー〟の異名を持つベストセラー作家。
トム・クランシー
代表作「レッド・オクトーバーを追え」「今そこにある危機」などのジャック・ライアンシリーズ。テクノ・スリラーの先駆けとなり、ベストセラーを次々と執筆。現実の国際情勢の情報を取り入れ、大胆な構想の小説群を発表。最近はスティーヴ・ピチェニックとの共著「オプ・センター」シリーズを中心線として活動している。